# Jaime Nogueira Pinheiro Filho
Francisco Jaime Nogueira Pinheiro Filho (Ceará, ) é um ex-banqueiro brasileiro.
É filho do banqueiro Jaime Nogueira Pinheiro e, junto com os irmãos Norberto Pinheiro e Nelson Pinheiro, herdou o Banco BMC. A sede do Banco BMC esteve em Fortaleza-CE até Janeiro de 1986 quando os irmãos decidiram mudar para São Paulo e foram se instalar na Avenida Paulista 302. Em 1996 comprou as ações de seus irmãos e, em 2007, vendeu seu banco para o Bradesco por cerca de 800.000.000,00 de reais.
Hoje Pinheiro se dedica ao seu hobby, a criação de cavalos árabes e criação de gado Nelore no interior de São Paulo, com isso estima-se que Francisco possua um patrimônio de bilhões de reais.